# Schizotetranychus bambusae
Schizotetranychus bambusae är en spindeldjursart som beskrevs av Reck 1941. Schizotetranychus bambusae ingår i släktet Schizotetranychus och familjen Tetranychidae. Inga underarter finns listade i Catalogue of Life.